# Sloanea xichouensis
Sloanea xichouensis är en tvåhjärtbladig växtart som beskrevs av Feng och Y. Tang & Y.C. Hsu. Sloanea xichouensis ingår i släktet Sloanea och familjen Elaeocarpaceae. Inga underarter finns listade i Catalogue of Life.